# Matriu de velocitat de transició
En teoria de la probabilitat, una matriu de velocitat de transició (també coneguda com a matriu d'intensitat o matriu generadora infinitesimal) és una matriu de nombres que descriuen la velocitat d'una cadena de Màrkov a temps continu que es mou entre els estats.
En una matriu de velocitat de transició Q (de vegades escrit A), l'element qij (per a i ≠ j) denota la velocitat de sortida i i d'arribada a l'estat j. Els elements diagonal qii es defineixen tal que 
{\displaystyle q_{ii}=-\sum _{j\neq i}q_{ij}.}
i per tant, les files de la matriu se sumen a zero.

## Definició
Una matriu Q (qij) satisfà les següents condicions:
1. {\displaystyle 0\leq -q_{ii}<\infty }
2. {\displaystyle 0\leq q_{ij}:\mathrm {for} \;i\neq j}
3. {\displaystyle \sum _{j}q_{ij}=0:\mathrm {for} \;\mathrm {all} \;i}

Aquesta definició es pot interpretar com el laplacià d'un gràf ponderat dirigit, els vèrtexs dels quals corresponen als estats de la cadena de Màrkov.

## Exemple
Una cua M/M/1, un model que compta el nombre de treballs en un sistema de cues amb arribades a la velocitat λ i serveis a la velocitat μ, té matriu de velocitat de transició
{\displaystyle Q={\begin{pmatrix}-\lambda &\lambda \\\mu &-(\mu +\lambda )&\lambda \\&\mu &-(\mu +\lambda )&\lambda \\&&\mu &-(\mu +\lambda )&\lambda &\\&&&&\ddots \end{pmatrix}}.}